# Пиковка (деревня)
Пиковка — исчезнувшая деревня в Колпашевском районе Томской области. На момент упразднения входила в состав Дальненского сельсовета. Упразднена в 1982 году.

## География
Деревня располагалась на левом берегу реки Пиковка, несколько ниже слияния рек Большая и Малая Пиковка, в 8,5 км (по прямой) к юго-востоку от посёлка Зайкино.

## История
Деревня была основана в 1876 г. В 1928 году деревня состояла из 96 хозяйств. В административном отношении входила в состав Зайкинского сельсовета Колпашевского района Томского округа Сибирского края.
В начале 1930-х годов, когда бассейн реки Обь стал местом расселения спецпоселенцев из числа кулаков. По данным на 1938 год в спецпосёлке Пиковка размещалась Пиковская поселковая комендатура. В посёлке проживало 70 семей спецпоселенцев.
В те же годы в поселке разместился Пиковский лесозаготовительный участок Колпашевского леспромхоза комбината "Томлес".
В 1953 году центр сельсовета был перенесен в посёлок Копыловка, а сельсовет соотвественно переименован в Копыловский. В 1957 года в результате разукрупнения Копыловского сельсовета, деревня передана в состав Песчанского сельсовета (в 1970 году переименован в Дальненский по названию центра).
В 1960-е годы деревня попала в разряд не перспективных и по планам должна была быть сселена к 1975 году.
Решение № 56 Томского облисполкома от 17 марта 1982 г. в связи с выездом населения деревня Пиковка исключена из учётных данных.

## Население
| 1926 | 1939 | 1959 | 1970 | 1979 |
| ---- | ---- | ---- | ---- | ---- |
| 238  | ↗714 | ↘530 | ↘92  | ↘3   |

В 1926 году основным населением деревни были русские.
В 1938 году в поселке проживало 421 человек спецпоселенцев, в том числе 89 мужчин, 108 женщин и 224 ребенка до 16 лет.